# 김우창
김우창(金禹昌, 1937년 12월 17일~)은 대한민국의 영문학자, 문학평론가이다.

## 생애
전라남도 함평군에서 태어났다. 서울대학교 문리과대학 정치학과에 들어갔다가 영문과로 옮겼다. 1965년 청맥에 '엘리어트의 예'를 발표하면서 등단했다. 1974년부터 2003년까지 고려대학교 영문학과 교수로 일했다. 2003년부터 고려대 명예교수.

## 저서[1]
- 《궁핍한 시대의 시인》 (1977)
- 《지상의 척도》 (1981)

## 기타
- 김우창은 민중문학론과 자유주의문학론, 보수와 진보, 모더니즘과 포스트모더니즘, 민족주의와 세계주의의 이분법을 넘어서 ‘심미적 이성’과 이에 기반한 ‘이성적 사회’를 추구했다.[2]